# 天津音乐学院
天津音乐学院位於中國天津市，始建于1958年10月4日，由中央音乐学院从天津迁往北京后留下的部分师生员工组建而成。

## 历史沿革
1958年10月4日，學院由中央音乐学院从天津迁往北京后留下的部分师生员工组建而成。1970年9月，天津市革命委员会文教组强行解散天津音乐学院和河北艺术师范学院，另组建天津五·七艺术学校。1973年2月，改名为天津艺术学院，美术专业迁回河北区天纬路原河北艺术师范学院旧址。李麦任院长兼党委书记。1980年2月，天津艺术学院撤销，恢复重建天津美术学院和天津音乐学院。
学院从1979年开始招收硕士研究生，是国务院批准的全国首批硕士学位授予单位。

## 合作办学

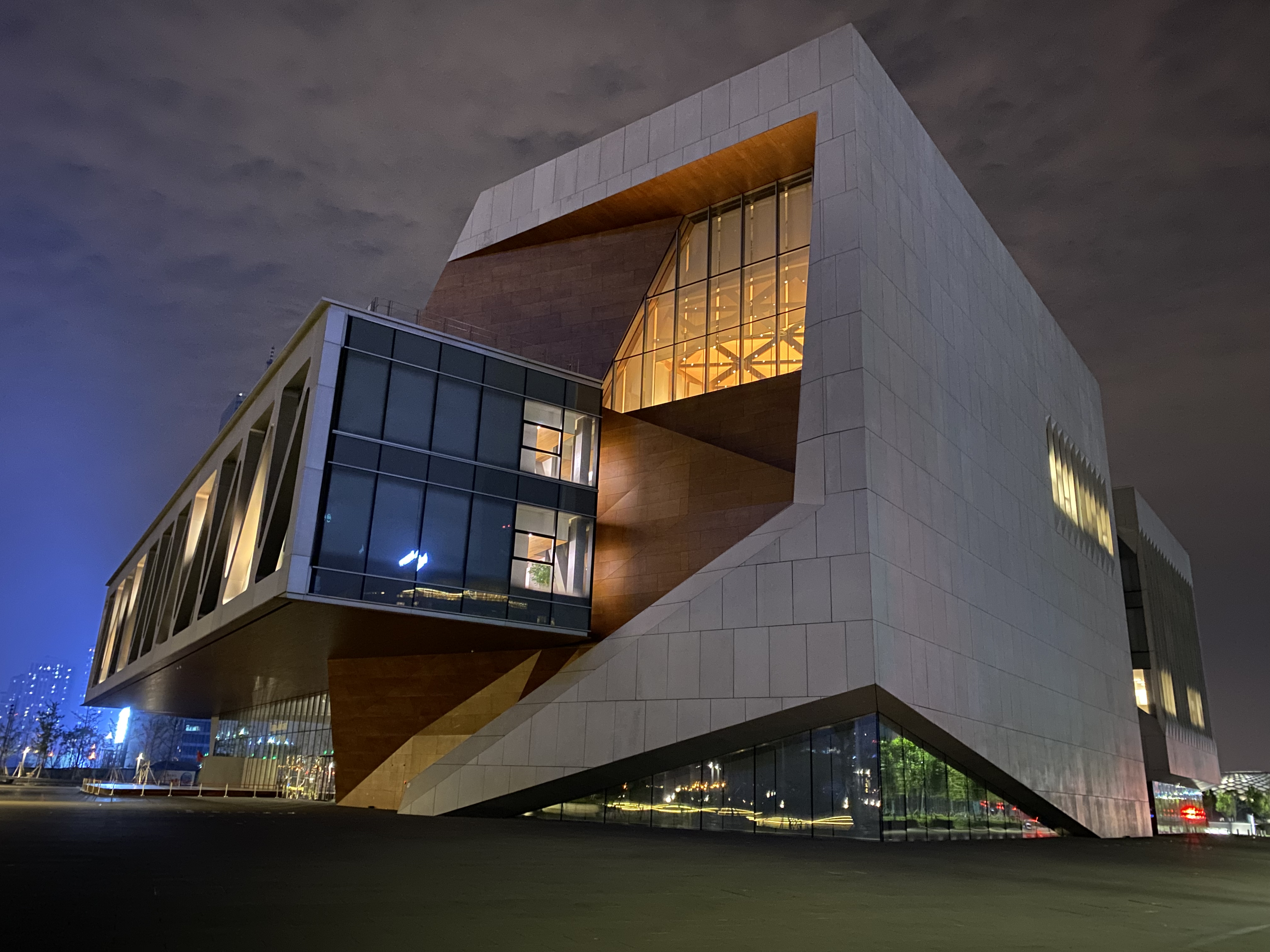
天津茱莉亚学院

## 院系
- 作曲系
- 钢琴系
- 声乐系
- 管弦系
- 现代音乐系
- 民乐系
- 音乐学系
- 音乐教育系
- 艺术管理系
- 民族声乐系
- 手风琴键盘系
- 戏曲影视系
- 舞蹈系

## 下属机构
- 成人教育学院
- 天津音乐学院附中

## 学校网站
- 天津音乐学院网站